# Équipe de Tunisie des moins de 20 ans de football
Cet article traite de l'équipe masculine. Pour l'équipe féminine, voir Équipe de Tunisie féminine de football des moins de 20 ans.
Maillots
L'équipe de Tunisie des moins de 20 ans est une sélection des meilleurs jeunes footballeurs tunisiens de moins de 20 ans, constituée sous l'égide de la Fédération tunisienne de football. Elle prend part à la coupe d'Afrique des nations des moins de 20 ans.

## Histoire
La Tunisie fait partie des nations qui participent à la première coupe du monde en 1977. La Tunisie est également le premier pays à accueillir cette compétition.
Avec neuf trophées du championnat d'Afrique du Nord des nations, dont quatre remportés d'affilée, la Tunisie est la meilleure équipe nord-africaine.
Après plusieurs tours préliminaires, elle revient au premier plan en 2020 en atteignant les demi-finales de la coupe d'Afrique des nations deux fois de suite, ce qui lui assure une nouvelle qualification en coupe du monde. Elle atteint les huitièmes de finale, sa meilleure performance, en 2023.
En 2025, l’équipe de la Tunisie est invitée à la coupe d'Afrique des nations après le désistement de la Côte d'Ivoire en tant que pays hôte. La compétition ayant lieu en Égypte, pays déjà qualifié, une place est en effet attribuée à un autre pays de la zone UNAF : la Tunisie qui a fini troisième est donc qualifiée.

## Palmarès
- Coupe d'Afrique des nations des moins de 20 ans :
  - Finaliste : 1985
- Championnat d'Afrique du Nord des moins de 20 ans :
  - Vainqueur : 2005, 2007, 2009, 2012, 2019, 2021, 2022, 2023
  - Finaliste : 2008, 2010, 2015, 2020
- Championnat arabe des moins de 20 ans :
  - Vainqueur : 2012
  - Finaliste : 2020

## Parcours en Coupe d'Afrique des moins de 20 ans
- 1979 : Tour préliminaire
- 1981 : Tour préliminaire
- 1983 : Tour préliminaire
- 1985 : Finaliste
  -  Tunisie 1-1  Nigeria
  -  Nigeria 2-1  Tunisie
- 1987 :  2e tour
  - 1er tour :
    -  Guinée 0-1  Tunisie
    -  Tunisie 1-1  Guinée

  - 2e tour :
    -  Tunisie 1-1  Togo
    -  Togo 0-0  Tunisie
- 1989 : Tour préliminaire
- 1991 : Tour préliminaire
- 1993 : Tour préliminaire
  -  Tunisie 2-2  Sénégal
  -  Sénégal 3-1  Tunisie
- 1995 : Tour préliminaire
  -  Tunisie 1-0  Mali
  -  Mali 1-0  Tunisie (5-4 aux tirs au but)
- 1997 : Tour préliminaire
- 1999 : Tour préliminaire
- 2001 : Tour préliminaire
- 2003 : Tour préliminaire
- 2005 : Tour préliminaire
  -  Tunisie 1-0  Burkina Faso
  -  Burkina Faso 1-0  Tunisie (5-3 aux tirs au but)
- 2007 : 2e tour
  - Tour préliminaire :
    -  Soudan 1-3  Tunisie
    -  Tunisie 3-0  Soudan

  - 1er tour :
    -  Tunisie -  Bénin (forfait du Bénin)

  - 2e tour :
    -  Tunisie 1-1  Côte d'Ivoire
    -  Côte d'Ivoire 2-0  Tunisie
- 2009 : Tour préliminaire
  -  Tunisie 0-1  Mali
  -  Mali 1-0  Tunisie
- 2011 : Tour préliminaire
  -  Sénégal 0-0  Tunisie
  -  Tunisie 0-1  Sénégal
- 2013 : Tour préliminaire
- 2015 : Tour préliminaire
- 2017 : Tour préliminaire
- 2019 : Tour préliminaire
  -  Algérie 3-1  Tunisie
  -  Tunisie 2-1  Algérie
- 2021 : Quatrième
  -  Burkina Faso 0-0  Tunisie
  -  Tunisie 2-0  Namibie
  -  Tunisie 1-2  République centrafricaine
  -  Maroc 0-0  Tunisie (1-4 aux tirs au but)
  -  Ouganda 4-1  Tunisie
  -  Gambie 0-0  Tunisie (4-2 aux tirs au but)
- 2023 : Quatrième
  -  Gambie 1-0  Tunisie
  -  Tunisie 0-0  Bénin
  -  Tunisie 2-1  Zambie
  -  République du Congo 3-3  Tunisie (4-5 t. a. b.)
  -  Sénégal 3-0  Tunisie
  -  Tunisie 0-4  Nigeria
- 2025 : Tour préliminaire
  -  Nigeria 1-0  Tunisie
  -  Tunisie 3-1  Kenya
  -  Tunisie 1-3  Maroc

## Parcours en Coupe du monde des moins de 20 ans
- 1977 : 1er tour
  -  Mexique 6-0  Tunisie
  -  France 1-0  Tunisie
  -  Espagne 0-1  Tunisie
- 1979 : Non qualifiée
- 1981 : Non qualifiée
- 1983 : Non qualifiée
- 1985 : 1er tour
  -  Bulgarie 2-0  Tunisie
  -  Hongrie 2-1  Tunisie
  -  Colombie 2-1  Tunisie
- 1987 : Non qualifiée
- 1989 : Non qualifiée
- 1991 : Non qualifiée
- 1993 : Non qualifiée
- 1995 : Non qualifiée
- 1997 : Non qualifiée
- 1999 : Non qualifiée
- 2001 : Non qualifiée
- 2003 : Non qualifiée
- 2005 : Non qualifiée
- 2007 : Non qualifiée
- 2009 : Non qualifiée
- 2011 : Non qualifiée
- 2013 : Non qualifiée
- 2015 : Non qualifiée
- 2017 : Non qualifiée
- 2019 : Non qualifiée
- 2021 : Qualifiée[3] (édition annulée)[4]
- 2023 : Huitièmes de finale
  -  Angleterre 1-0  Tunisie
  -  Irak 0-3  Tunisie
  -  Tunisie 0-1  Uruguay
  -  Brésil 4-1  Tunisie
- 2025 : Non qualifiée